# St. Antonius (Wiesdorf)

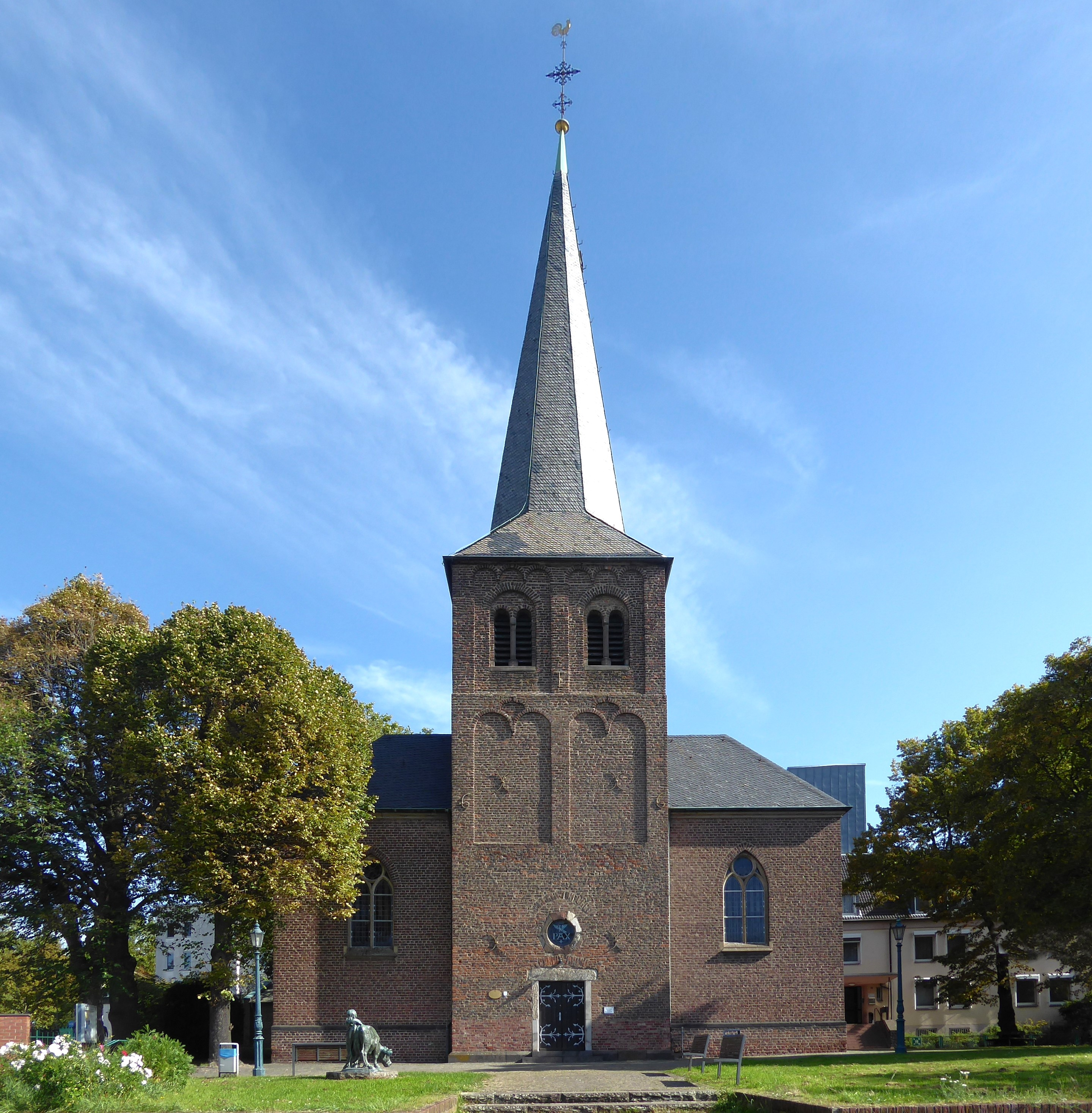
Katholische Kirche St. Antonius

Die Kirche St. Antonius ist ein römisch-katholisches Gotteshaus im Leverkusener Stadtteil Wiesdorf. Sie ist als Filialkirche Teil der Gemeinde Herz Jesu und St. Antonius.

## Geschichte
Die kleine neugotische Backsteinhallenkirche wurde zwischen 1661 und 1664 am hochwassersicherer Stelle gebaut, nachdem die Vorgängerkirche 1657 von den Fluten weggespült wurde. Der Turm wurde 1666 vollendet.
Erweiterungen an dem katholischen Gotteshaus fanden 1872 und 1902 statt.
1953 wurde das H-Geläut aus der ostpreußischen Patengemeinde Groß Rautenberg eingebaut. Die Fenster stammen von Paul Weigmann (1974).
Die Pfarrgemeinde Herz Jesu und St. Antonius Wiesdorf bildet zusammen mit den Pfarreien Christus König Küppersteg sowie St. Stephanus (Bürrig) seit 2002 den Pfarrverband Wiesdorf-Bürrig-Küppersteg, seit Herbst 2009 als Pfarreiengemeinschaft mit gemeinsamem Pfarrgemeinderat.

## Orgel
Die Orgel geht zurück auf ein Instrument, das Anfang des 19. Jahrhunderts von dem Orgelbauer Wilhelm Schaeben (Köln) für die Dompfarrkirche St. Maria im Pesch (Köln) erbaut worden war, und 1863 in St. Antonius aufgestellt wurde. 1976 wurde das Instrument umgebaut. Das Schleifladen-Instrument hat 22 Register auf zwei Manualen und Pedal. Die Spieltrakturen sind mechanisch, die Registertrakturen elektrisch.
| I Hauptwerk C– |            |       |
| 1.             | Bordun     | 16′   |
| 2.             | Prinzipal  | 8′    |
| 3.             | Hohlflöte  | 8′    |
| 4.             | Octave     | 4′    |
| 5.             | Rohrflöte  | 4′    |
| 6.             | Quinte     | 2 ⁄3′ |
| 7.             | Octave     | 2′    |
| 8.             | Cornett IV |       |
| 9.             | Mixtur IV  |       |
| 10.            | Trompete   | 8′    |

| II Positiv C– |             |       |
| 11.           | Gedackt     | 8′    |
| 12.           | Prinzipal   | 4′    |
| 13.           | Gemshorn    | 4′    |
| 14.           | Flöte       | 2′    |
| 15.           | Quinte      | 1 ⁄3′ |
| 16.           | Scharff III |       |
| 17.           | Schalmey    | 8′    |
|               | Tremulant   |       |

| Pedal C– |           |     |
| 18.      | Subbaß    | 16′ |
| 19.      | Offenbaß  | 8′  |
| 20.      | Choralbaß | 4′  |
| 21.      | Prinzipal | 2′  |
| 22.      | Posaune   | 16′ |

- Koppeln: II/I, I/P, II/P

## Glocken
Im Kirchturm hängt ein vierstimmiges Glockengeläut aus Bronze, in dem drei zeitgenössische  Glocken durch eine historische Glocke ergänzt werden, die ursprünglich aus Ostpreußen stammt. Die Glocken haben folgende Daten:
| Glocke | Name                     | Gussjahr | Gießer                                                             | Durchmesser | Gewicht | Schlagton  |
| ------ | ------------------------ | -------- | ------------------------------------------------------------------ | ----------- | ------- | ---------- |
| 1      | Marien-Glocke            | 1953     | Josef Feldmann u. Georg Marschel, Fa. Feldmann & Marschel, Münster | 1190 mm0    | 860 kg  | fis′−11⁄16 |
| 2      | Antonius (Eremit)-Glocke | 1953     | Josef Feldmann u. Georg Marschel, Fa. Feldmann & Marschel, Münster | 915 mm      | 490 kg  | a′−10⁄16   |
| 3      | Sebastian-Glocke         | 1953     | Josef Feldmann u. Georg Marschel, Fa. Feldmann & Marschel, Münster | 800 mm      | 320 kg  | h′−7⁄16    |
| 4      |                          | 1613     | Michael Dormann, Elbing (Ostpreußen)                               | 840 mm      | 340 kg  | cis″−5⁄16  |